# Juan Gris

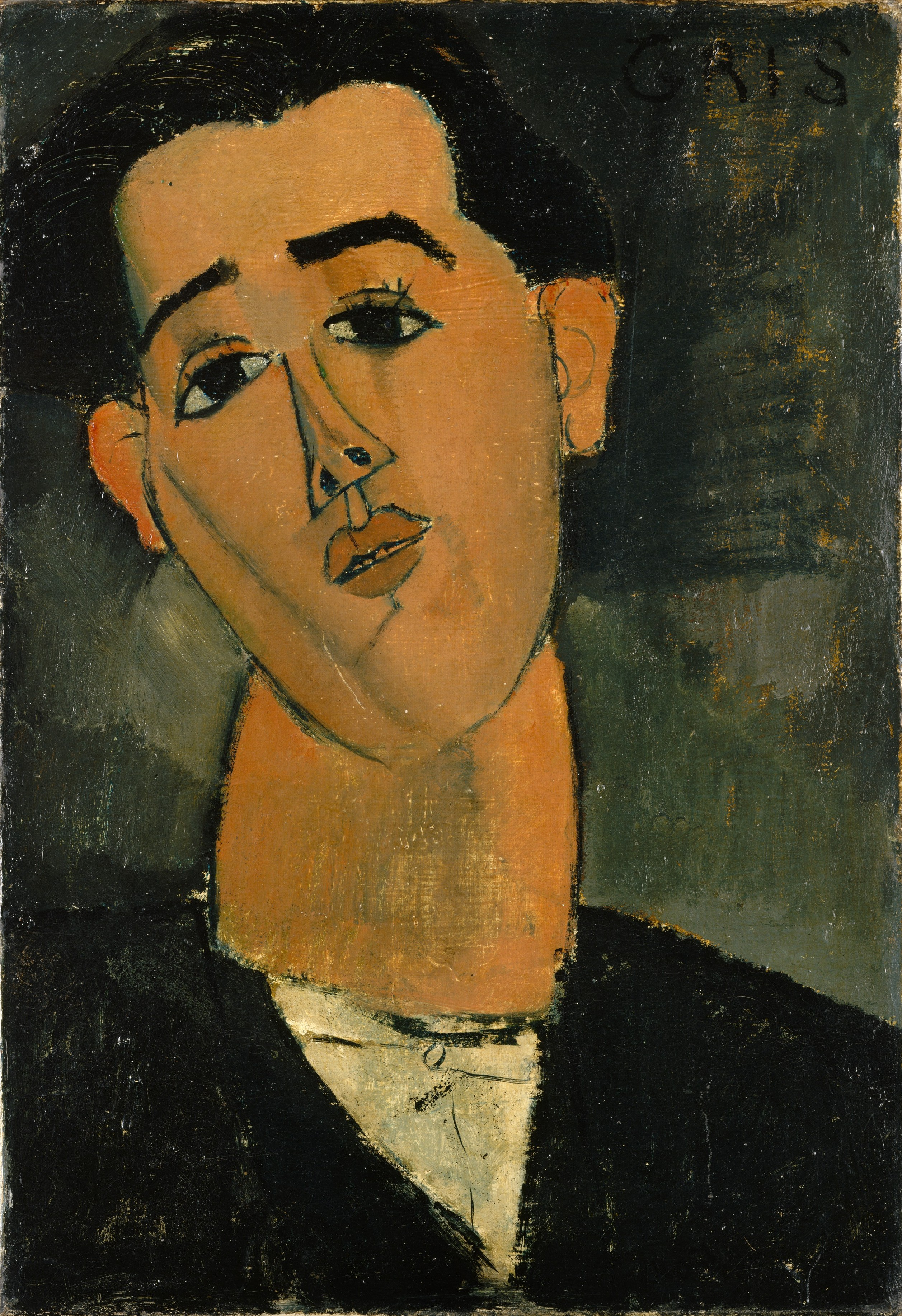
Amadeo Modigliani, Porträtt av Juan Gris (olja på duk 1915, Metropolitan Museum of Art, New York).

Juan Gris, pseudonym för José Victoriano Carmelo Carlos González-Pérez, född 23 mars 1887 i Madrid, Spanien, död 11 maj 1927 i Boulogne-sur-Seine, Frankrike, var en spansk målare, skulptör och tecknare, förknippad med kubismen.

## Biografi
Juan Gris studerade till en början maskinritning inom ramarna för en oavslutad ingenjörsutbildning, och 1904–05 studerade han måleri för historiemålaren José Moreno Carbonero. 1906 flyttade Gris till Paris, där han umgicks med bland andra Guillaume Apollinaire, Max Jacob, Henri Matisse, Georges Braque och Jean Metzinger. Han bosatte sig i konstnärskolonin Bateau-Lavoir i Montmartre, där Pablo Picasso också bodde. 
Efter att inledningsvis ha arbetat med grafik och försörjt sig som satirtecknare för olika tidskrifter började Gris måla på allvar 1911. Han studerade kubismen noga och ställde 1912 ut ett porträtt av Picasso på konstsalongen Salon des indépendants, vilket etablerade honom som en första klassens konstnär. De följande åren deltog Gris i utställningar på gallerierna Der Sturm i Berlin, Galeries Dalmau i Barcelona och Salon de la Section d'Or i Paris. 1924 designade han dräkter och scenkulisser till Sergej Djagilevs Ballets Russes. Han avled i lunginflammation, endast 40 år gammal.
Inom kubismen utvecklade Gris en säregen stil, kännetecknad av ett stort intresse för matematiska förhållanden. Hans kompositioner efterföljer en strikt geometri och tydliga linjestrukturer i skildringar av vardagliga förhållanden. Relationen mellan hans bilders olika element är ofta mångtydigt, med motiv som sammansmälter i varandra och bildar ett enda plan.

## Galleri

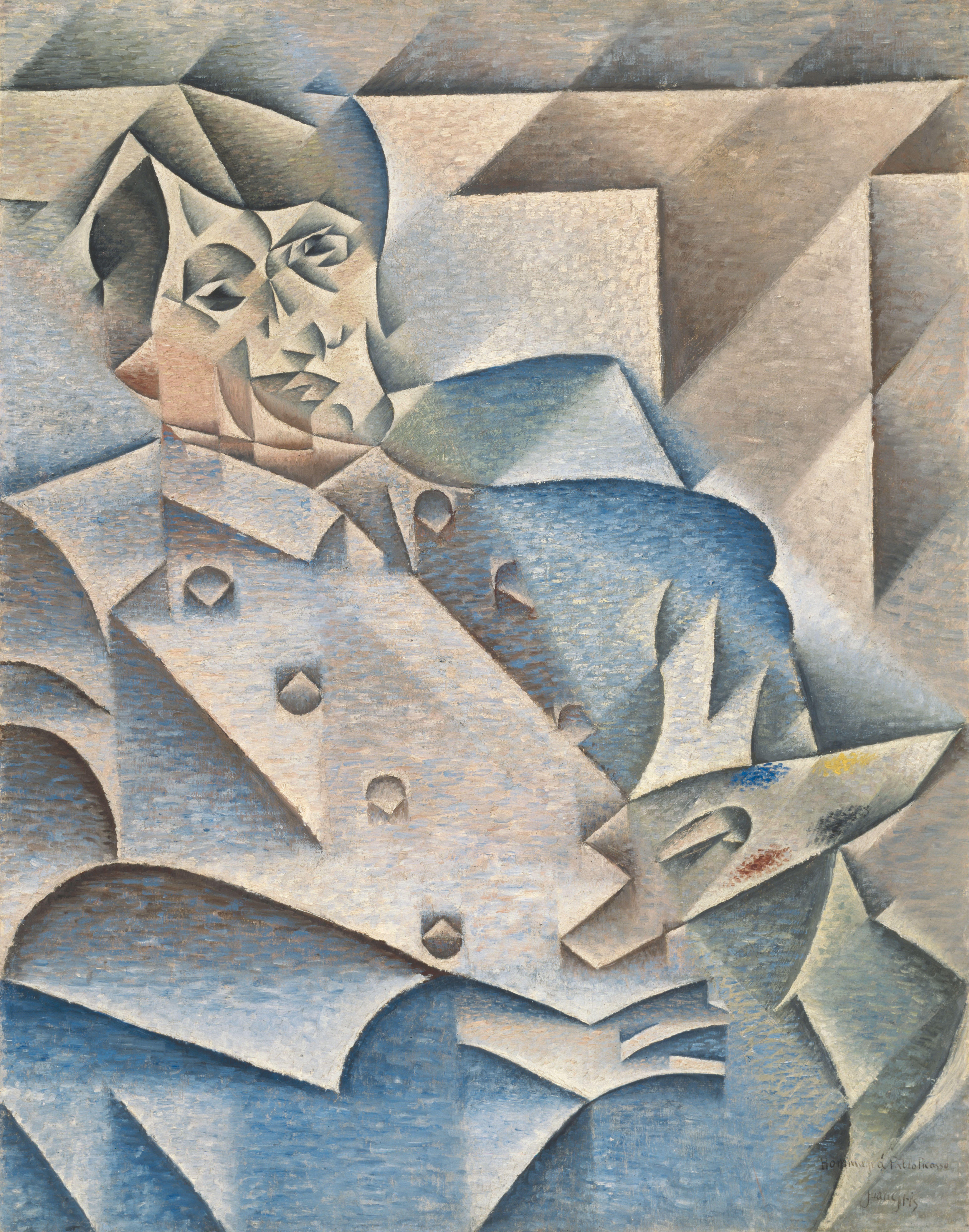
Porträtt av Pablo Picasso (olja på duk 1912, Art Institute of Chicago, Chicago)
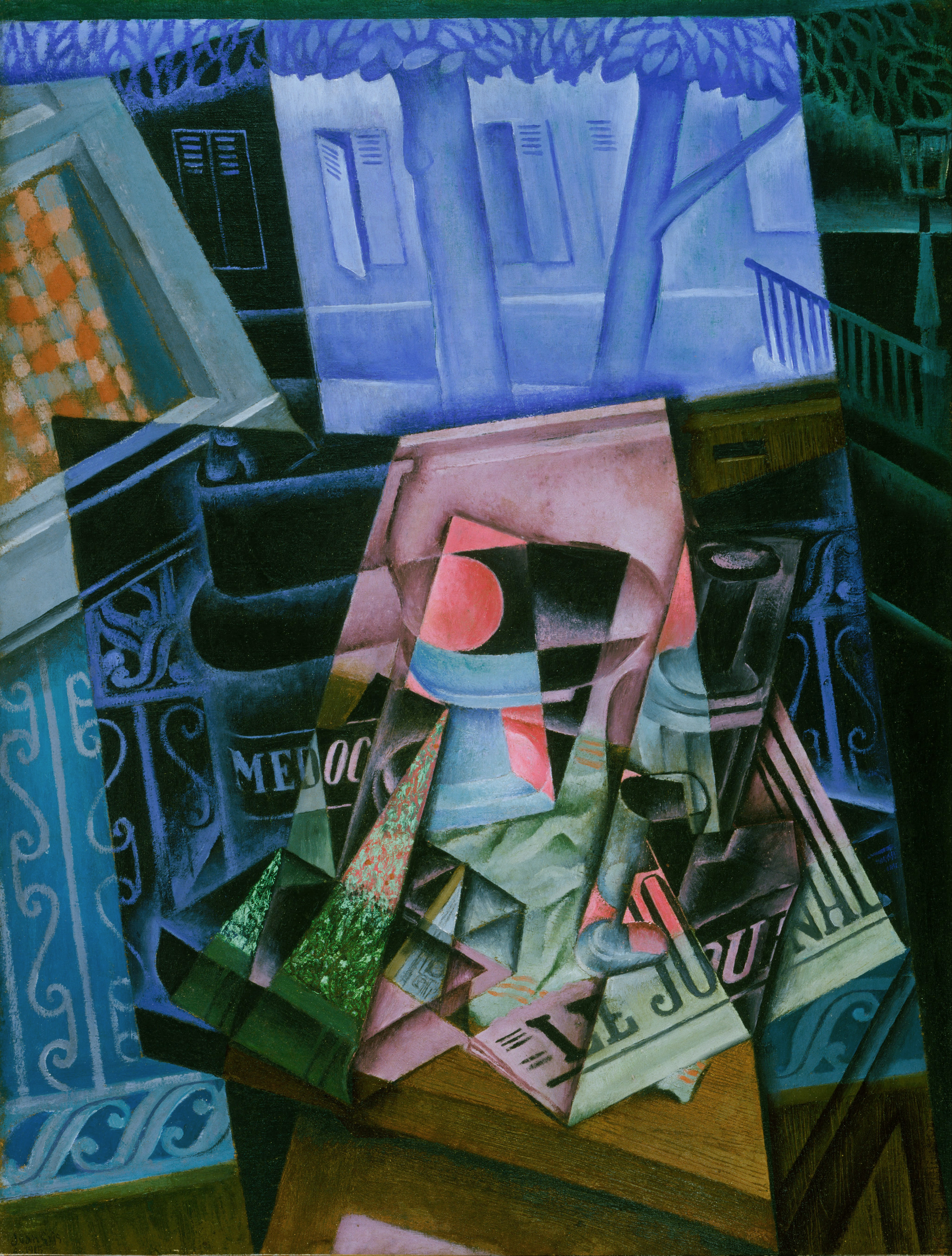
Stilleben vid öppet fönster, Place Ravignan (olja på duk 1915, Philadelphia Museum of Art, Philadelphia)
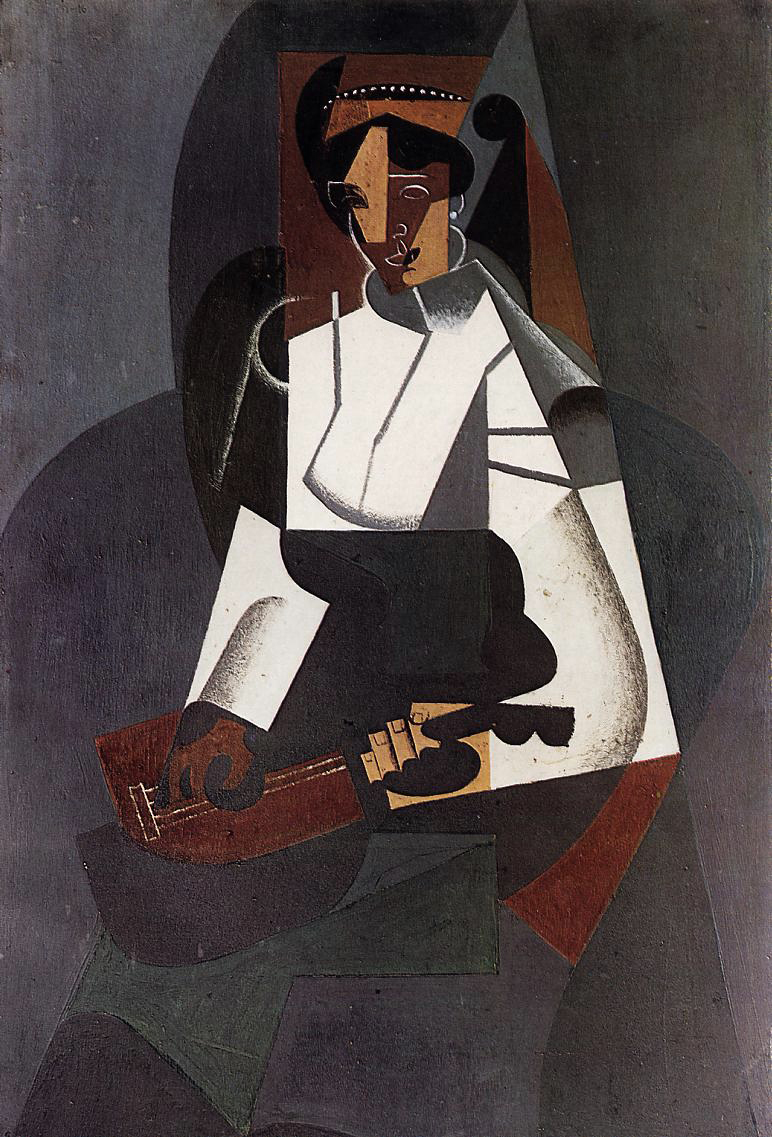
Kvinna med Mandolin efter Corot  (olja på duk 1916, Kunstmuseum Basel, Basel)
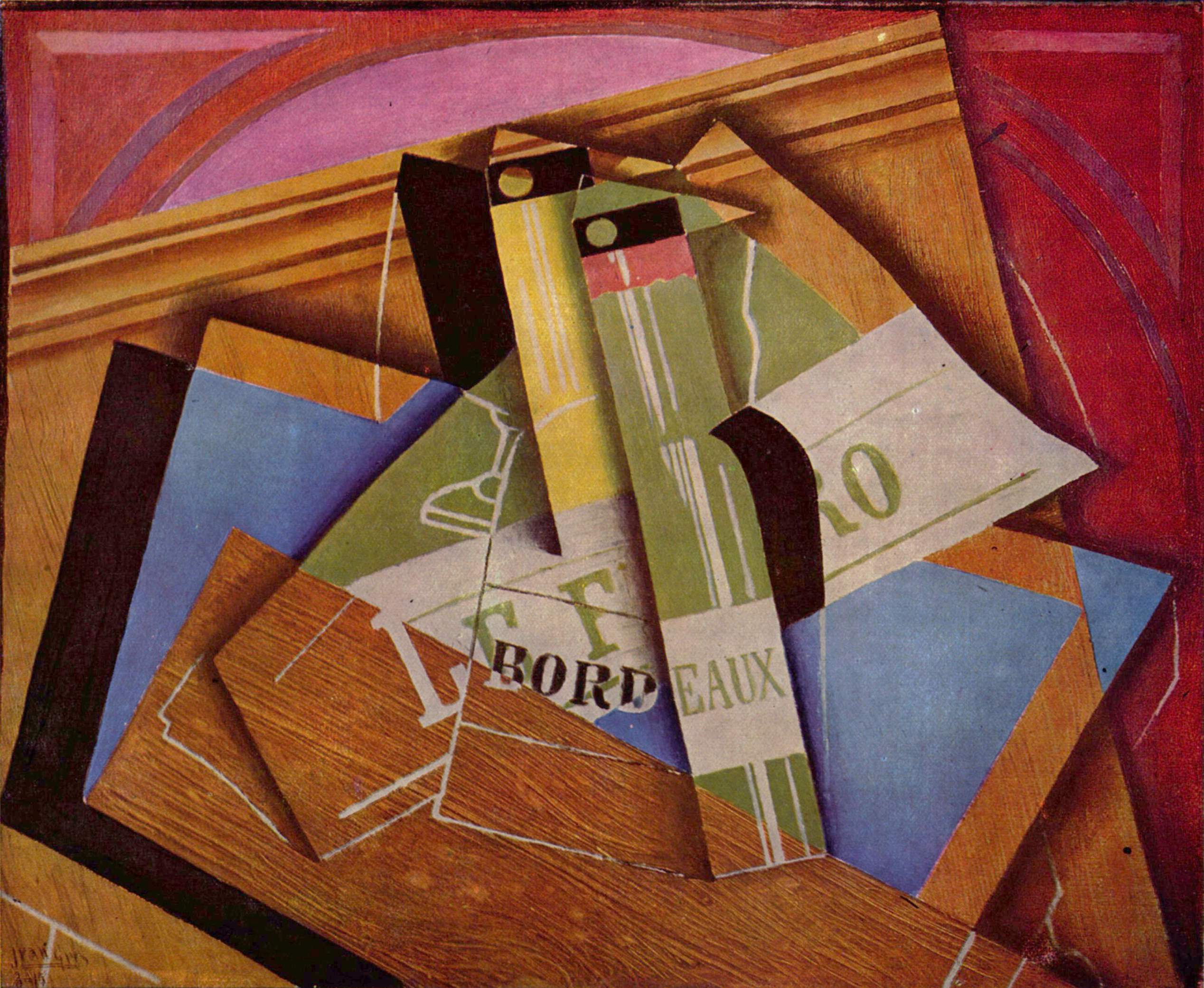
Stilleben med Bordeauxflaska (olja på duk 1919, Sammlung T. und A. Werner, Berlin)